# Bernd Schütze
Bernd Schütze (* 22. Juni 1958 in Karlsruhe) ist ein deutscher Jurist und war von Juli 2007 bis Juni 2024 Richter am Bundessozialgericht, seit dem 17. November 2020 als Vorsitzender des 3. Senats.

## Werdegang
Nach dem 1983 abgeschlossenen rechtswissenschaftlichen Studium an der Universität Freiburg, an der er auch ein Studium der Politikwissenschaften absolvierte, wirkte er von 1983 bis 1987 als wissenschaftlicher Assistent an dieser Universität. 1990 bestand Schütze das Zweite Juristische Staatsexamen. Von 1990 bis 1992 war er zunächst als Rechtsanwalt tätig. Dem Eintritt in den Justizdienst des Landes Baden-Württemberg beim Verwaltungsgericht Freiburg im Jahr 1992 schloss sich 1995 seine Ernennung zum Richter am Verwaltungsgericht an. Von 1995 bis 1999 war er an das Bundesverfassungsgericht und anschließend an das Landessozialgericht Baden-Württemberg abgeordnet. 2000 erfolgte seine Ernennung zum Richter am Landessozialgericht. Von 2002 bis 2003 war er an das Bundessozialgericht und anschließend bis 2005 an das Bundesministerium für Gesundheit und Soziale Sicherung abgeordnet. In diesem Jahr übernahm er die Vizepräsidentschaft des Sozialgerichts Freiburg. Am 21. Juni 2007 wurde er schließlich nach Übergabe der Ernennungsurkunde durch Staatssekretär Kajo Wasserhövel mit Wirkung zum 1. Juli 2007 Richter am Bundessozialgericht. Dort wurde er zunächst dem 3. Senat zugeteilt. Seit 2013 gehörte er bis zu seiner Ernennung als Vorsitzender des 3. Senats dem 14. Senat an, der für die Grundsicherung für Arbeitsuchende zuständig ist. Schütze trat am 30. Juni 2024 in den Ruhestand.
Überdies wirkte der promovierte Schütze in publizistischer Hinsicht an Kommentaren zum SGB V, SGB IX, SGB X und zum Asylverfahrensgesetz (heutige Bezeichnung: Asylgesetz) mit.